# Karekuy (Barani)
Pour les articles homonymes, voir Karekuy.
Karekuy est une commune située dans le département de Barani de la province de Kossi au Burkina Faso.